# Carlos Libedinsky
Carlos Libedinsky (* 1961 in Villa Crespo, Buenos Aires) ist ein argentinischer Musiker, Komponist und Produzent. Erfolgreich wurde er mit dem Projekt Narcotango.

## Leben
Libedinsky war unter anderem Schüler von Sergio Hualpa, Silvia Malbrán und Angel Girollet. Er komponierte die Musik für diverse Theatershows und gehörte verschiedenen Musikgruppen an. Zudem unterrichtete er Gitarre, Chor und Gehörbildung im Rahmen des von ihm im Barrio Belgrano gegründeten Projekts Tademus. 2009 wurde er für den Grammy nominiert.

## Diskografie
- Aldea Global (2001)
- Narcotango (2003)
- Narcotango 2 (2006)
- Narcotango en vivo (2008)
- Limanueva (2010, mit Narcotango)
- Cuenco (2013, mit Narcotango)
- Otra Luna (2015)
- #Fueye (2018)